# Dicheirinia solenioides
Dicheirinia solenioides är en svampart som först beskrevs av Henn., och fick sitt nu gällande namn av George Baker Cummins 1940. Dicheirinia solenioides ingår i släktet Dicheirinia och familjen Raveneliaceae.   Inga underarter finns listade i Catalogue of Life.